# Kobiljak
Kobiljak – wieś w Chorwacji, w żupanii sisacko-moslawińskiej, w gminie Dvor. W 2011 roku pozostawała niezamieszkana.